# Amanita longipes
Amanita longipes (лат.) — гриб семейства мухоморовые (Amanitaceae). Включён в подрод Lepidella рода Amanita.

## Биологическое описание
- Шляпка 2,5—8 см в диаметре, в молодом возрасте полушаровидной, чатем широко-выпуклой формы, с ровным, в молодом возрасте подвёрнутым краем. Поверхность шляпки сухая, белого или серовато-коричневатого цвета, покрытая мучнистым налётом.
- Мякоть белого цвета, обычно без особого вкуса и запаха.
- Гименофор пластинчатый, пластинки приросшие к ножке или почти свободные, беловатого цвета.
- Ножка нередко зарыта глубоко в почву, 5—14 см длиной и 6—20 мм толщиной, с булавовидным утолщением в основании, сухая, беловатого цвета, иногда покрытая красноватыми пятнышками.
- Споры 8—18×4—7 мкм, эллиптической формы, гладкие, бесцветные, амилоидные.
- Пищевые качества не изучены.

## Экология и ареал
Встречается одиночно или небольшими группами, на песчаных почвах в смешанных, обычно сосново-дубовых лесах.